# Cantorsche Normalform
Die cantorsche Normalform wird im mathematischen Teilgebiet der Mengenlehre behandelt, sie verallgemeinert die Darstellung von Zahlen im Stellenwertsystem bzgl. einer festen Basis auf Ordinalzahlen.

## Cantorsche Normalform zur Basis β
Es sei {\displaystyle \beta >1} eine Ordinalzahl. Dann gibt es zu jeder Ordinalzahl {\displaystyle \alpha >0} eine eindeutig bestimmte natürliche Zahl {\displaystyle n} und eindeutig bestimmte Ordinalzahlen {\displaystyle \sigma _{1},\ldots ,\sigma _{n}} und {\displaystyle \tau _{1},\ldots ,\tau _{n}}, so dass
{\displaystyle \alpha =\beta ^{\sigma _{1}}\cdot \tau _{1}+\ldots +\beta ^{\sigma _{n}}\cdot \tau _{n}} und
{\displaystyle \sigma _{1}>\ldots >\sigma _{n}} und {\displaystyle 1\leq \tau _{i}<\beta } für {\displaystyle i=1,\ldots ,n}.

## Zum Beweis
Der Beweis wird mittels transfiniter Induktion geführt. Mittels einfacher Lemmata über Ordinalzahlenarithmetik verschafft man sich die kleinste Ordinalzahl {\displaystyle \sigma _{1}} mit {\displaystyle \beta ^{\sigma _{1}+1}>\alpha }. Dann gibt es Ordinalzahlen {\displaystyle 1\leq \tau _{1}<\beta } und {\displaystyle \gamma <\alpha } mit {\displaystyle \alpha =\beta ^{\sigma _{1}}\cdot \tau _{1}+\gamma }. Schließlich ist {\displaystyle \gamma =0} oder man kann auf {\displaystyle \gamma } die Induktionsvoraussetzung anwenden, was ebenfalls den Beweis beendet.

## Bemerkungen

### Stellung der Koeffizienten
In obiger Darstellung der Ordinalzahl {\displaystyle \alpha } bzgl. der Basis {\displaystyle \beta } stehen die Koeffizienten {\displaystyle \tau _{i}} rechts von den Potenzen {\displaystyle \beta ^{\sigma _{i}}}. Das weicht von der üblichen Schreibweise beim Stellenwertsystem in der Zahlentheorie ab, dort schreibt man die Koeffizienten gerne vor die Potenzen. Das ist dort kein Problem, da die Multiplikation in den natürlichen Zahlen kommutativ ist, was aber für die Ordinalzahlenmultiplikation nicht der Fall ist. So ist zum Beispiel {\displaystyle 2\cdot \omega =\omega \not =\omega +\omega =\omega \cdot 2}, wobei {\displaystyle \omega } die kleinste unendliche Ordinalzahl sei. Obiger Satz wird sogar falsch, wenn man die Koeffizienten vor die Potenzen setzt.

### Basis ω
Ist speziell {\displaystyle \beta =\omega }, so nimmt obiger Satz folgende Form an:
Zu jeder Ordinalzahl {\displaystyle \alpha >0} gibt es eindeutig bestimmte natürliche Zahlen {\displaystyle n,k_{1},\ldots ,k_{n}} und Ordinalzahlen {\displaystyle \sigma _{1}>\ldots >\sigma _{n}}, so dass
{\displaystyle \alpha =\omega ^{\sigma _{1}}\cdot k_{1}+\ldots +\omega ^{\sigma _{n}}\cdot k_{n}}.
Dazu beachte man, dass Ordinalzahlen {\displaystyle \tau _{i}<\omega } natürliche Zahlen sein müssen, die in dieser Formulierung mit {\displaystyle k_{i}} bezeichnet sind. Diesen Satz nennt man auch den cantorschen Normalformsatz. Er wurde erstmals 1897 von Cantor für gewisse Ordinalzahlen bewiesen, der Beweis ließ sich aber auf beliebige Ordinalzahlen erweitern.

### Basis 10
Verwendet man die Basis {\displaystyle \beta =10}, so erhält man für {\displaystyle \alpha <\omega }, also für natürliche Zahlen, genau die übliche Dezimaldarstellung im Stellenwertsystem zur Basis 10. Darüber hinaus liefert der Satz aber auch Darstellungen für größere Ordinalzahlen, zum Beispiel {\displaystyle \omega =10^{\omega }} oder {\displaystyle \omega +\omega +37=10^{\omega }\cdot 2+10^{1}\cdot 3+10^{0}\cdot 7}.

## Anwendungen
Die Darstellungen von Ordinalzahlen zur Basis {\displaystyle \omega } werden zur Definition der sogenannten hessenbergschen natürlichen Operationen verwendet.
Des Weiteren ermöglichen sie einen Beweis des Satzes von Goodstein.